# یواس‌اس سوسی (دی‌دی-۲۷۳)
یواس‌اس سوسی (دی‌دی-۲۷۳) (به انگلیسی: USS Swasey (DD-273)) یک کشتی بود که طول آن ۳۱۴ فوت ۴ اینچ (۹۵٫۸۱ متر) بود. این کشتی در سال ۱۹۱۹ ساخته شد.